# لوکاس ۹۳۴۹
سیارک ۹۳۴۹ (به انگلیسی: 9349 Lucas، نامگذاری:1991SX) نه هزار و سیصد و چهل و نهمین سیارک کشف شده‌است که در ۳۰ سپتامبر ۱۹۹۱ کشف شد.
قدر مطلق سیارک برابر ۱۵٫۶۰ است.